# 87式対戦車誘導弾
87式対戦車誘導弾（はちななしきたいせんしゃゆうどうだん）、型式名ATM-3は、日本の陸上自衛隊で使用されている第2.5世代の対戦車ミサイルである。
64式対戦車誘導弾の後継で、国産初のレーザー誘導方式を採用している。
防衛省は通称を「中MAT」、広報活動に使用する愛称を「タンクバスター」とし、また87ATMとも通称される。

## 開発
64式対戦車誘導弾（MAT）の後継として開発された国産の対戦車ミサイルで、1978年から技術研究本部での部内開発が開始され、1982年からは試作に入った。
1987年に制式化され、全国の普通科連隊の対戦車隊などに配備されている。

## 構造
システム構成は発射機と日本電気が開発したレーザー照射機及び暗視装置からなっており、ミサイルは発射筒に入れられている。セミアクティブ・レーザー・ホーミング（SALH）誘導方式の採用によって誘導用ワイヤーが無くなったことで、飛翔速度が250メートル毎秒以上（推定400メートル毎秒）と高速化された。三脚架に発射機・レーザー照射機・暗視装置をひとまとめに設置することも可能であるが、200メートル以内なら発射機とレーザー照射機を分散配置して射手の安全性を向上させられる。レーザー照射機に照準器が付けられており、暗視装置と組み合わせることにより夜間戦闘も可能となっている。操作人員は射手、照準手、弾薬手の三名。発射機は73式小型トラックなどに搭載し運搬される。
64式に比べ小型軽量化され、ミサイル本体重量は12kgとなっている。このため、隊員による携帯が可能で、三脚架のほか、肩に担いで撃つこともできる。なお、ミサイル6発携行時のシステム重量は140kg。

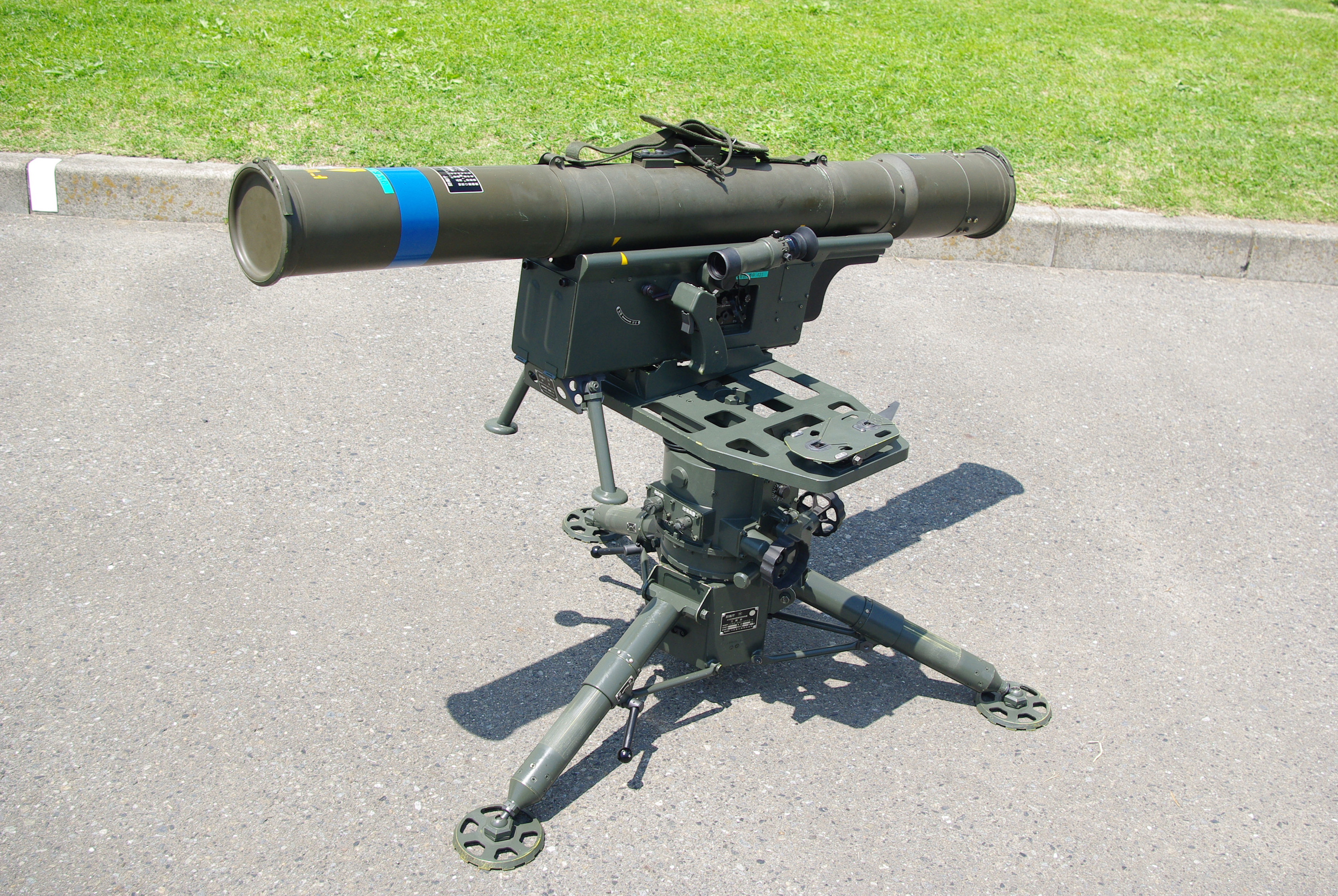
発射機
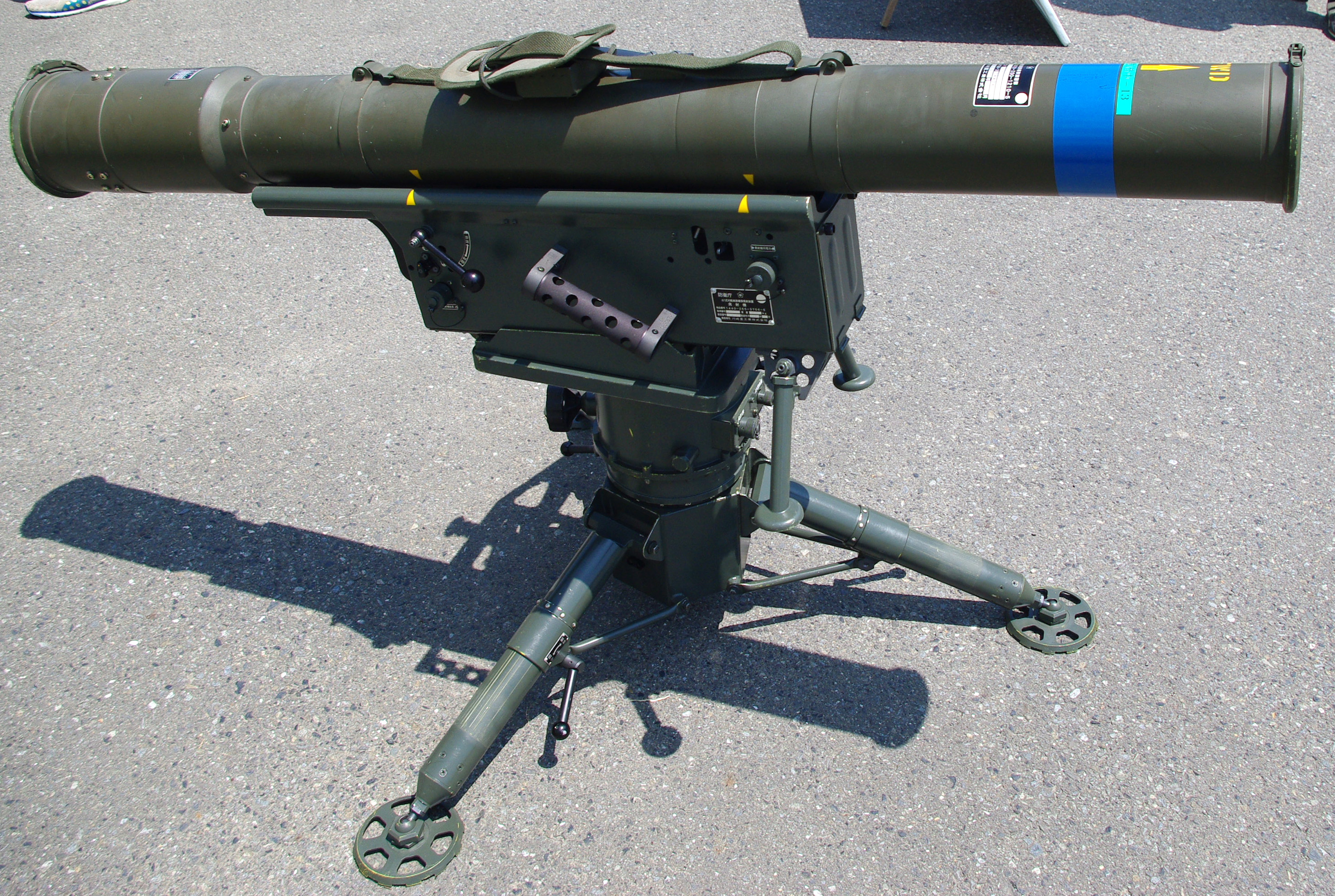
発射機
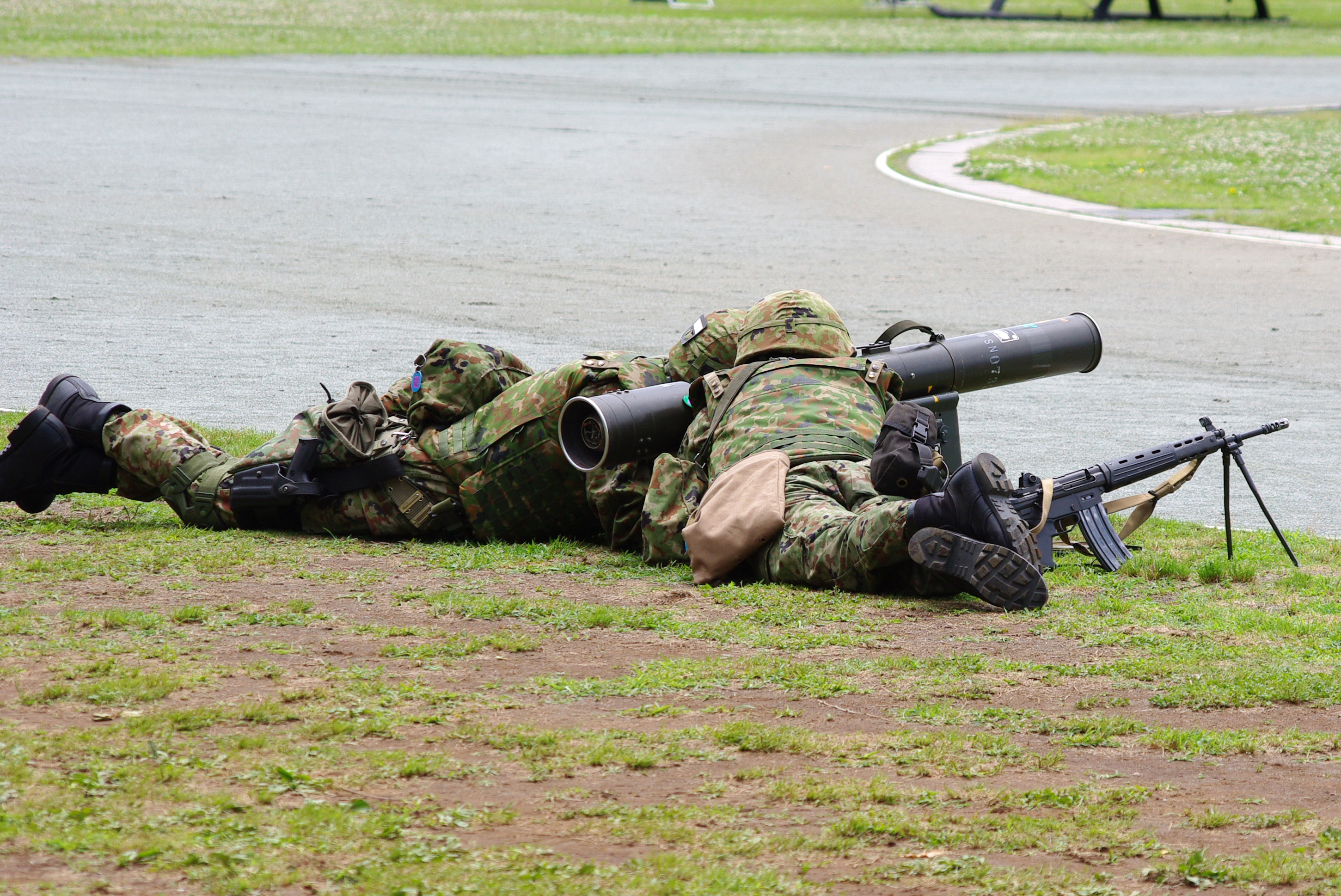
発射姿勢の一例
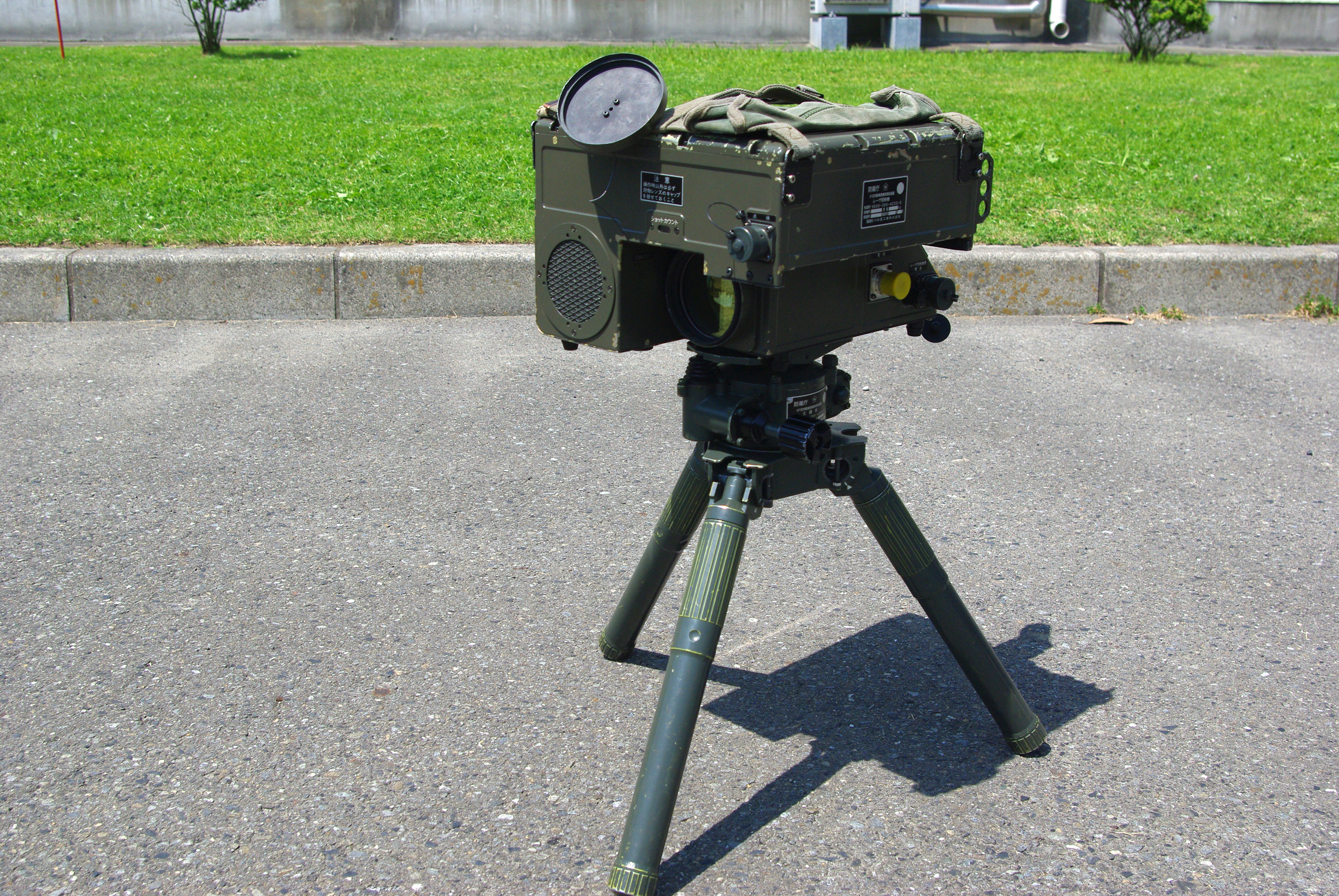
レーザー照射機
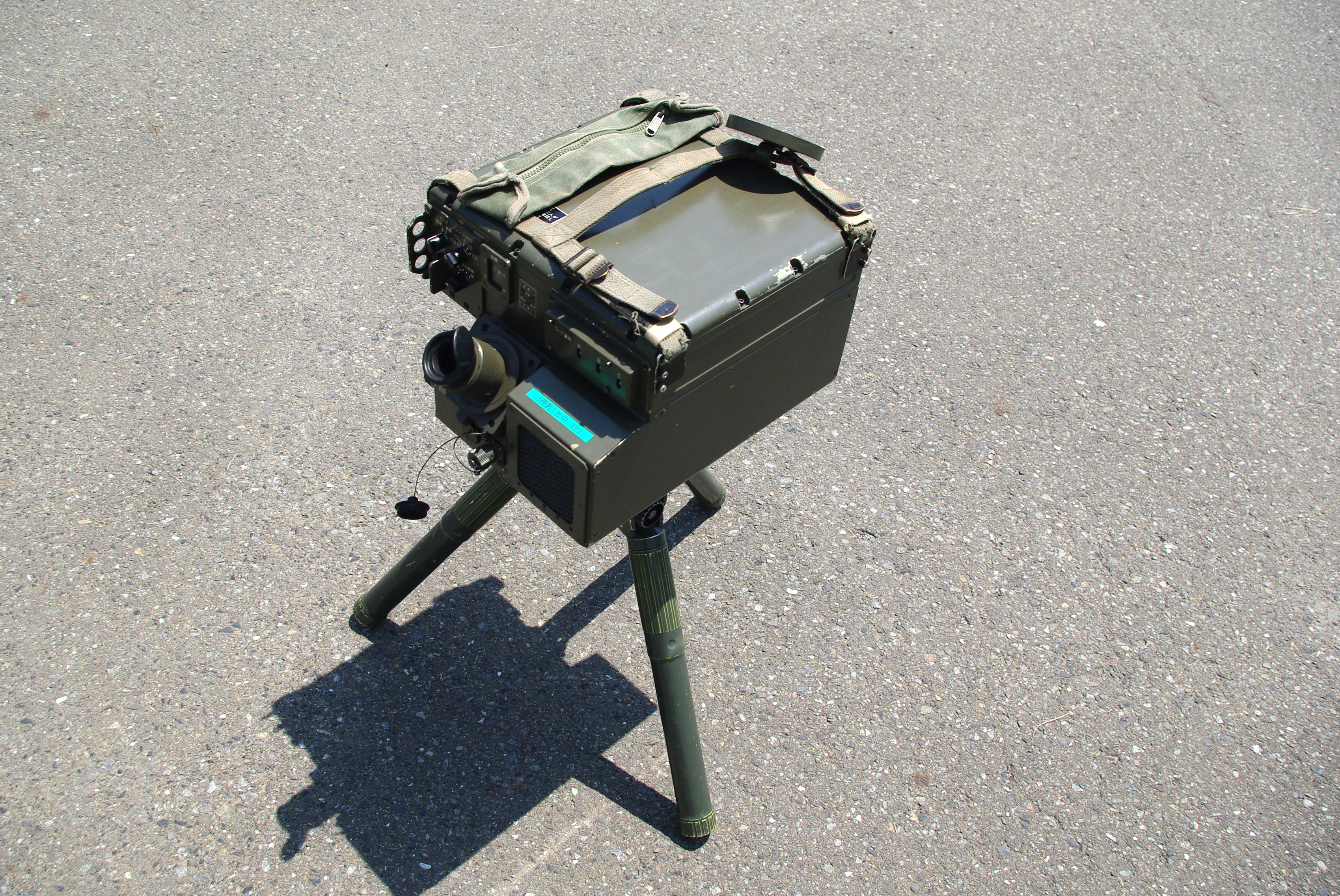
レーザー照射機
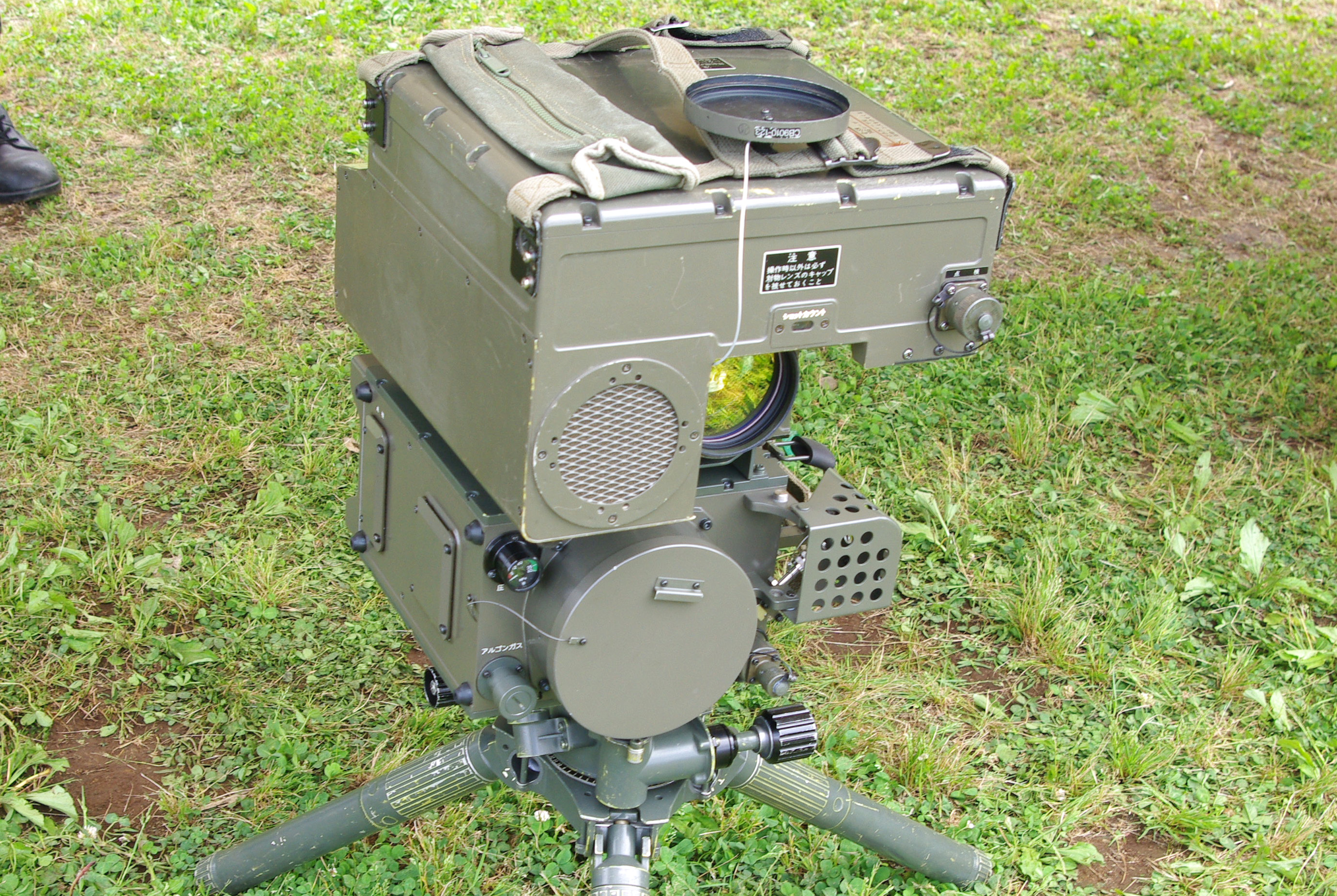
レーザー照射機と暗視装置（下部）
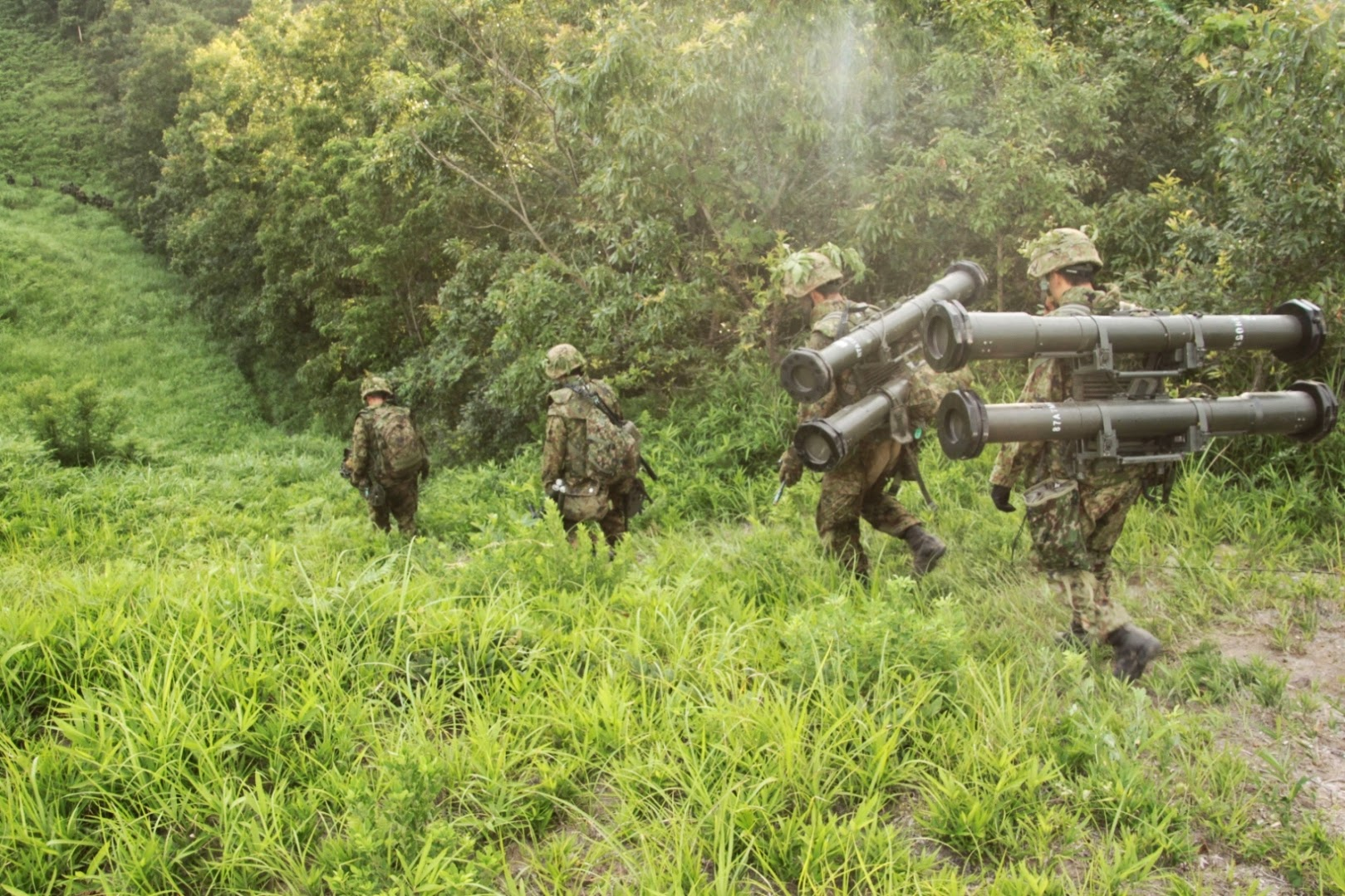
人員による運搬の様子
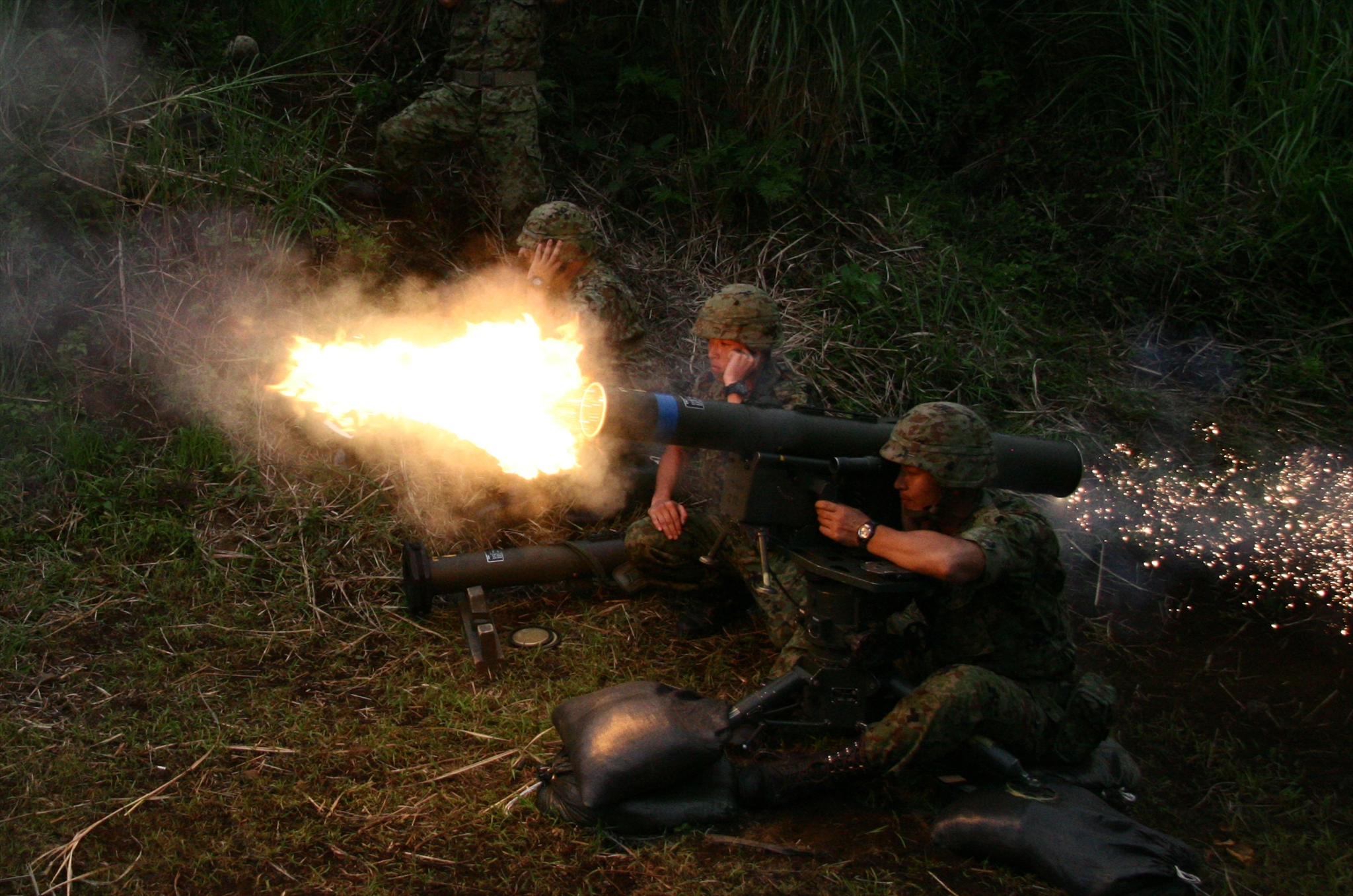
射撃の瞬間

## 調達
平成17年度からの中期防衛力整備計画（平成17年度～21年度）において、平成18年度をもって発射機の新規調達が終了した。87式対戦車誘導弾（中MAT）および79式対舟艇対戦車誘導弾（重MAT）の後継として、高機動車の車体をベースに荷台部分へ発射機を搭載する中距離多目的誘導弾の開発が進められ、平成21年度から調達を開始している。

## 登場作品

### 漫画
『続・戦国自衛隊』
漫画版・小説版ともに登場。大手門の破壊や、アメリカ軍のM2/M3 ブラッドレー歩兵戦闘車・LAV-25歩兵戦闘車への攻撃に使用される。

### 小説
『ルーントルーパーズ 自衛隊漂流戦記』
異世界に飛ばされた自衛隊の装備の1つとして登場。迫り来る異世界の軍勢に対して使用される。

### ゲーム
『Wargame Red Dragon』
自衛隊デッキにおいて、対戦車歩兵として「CHU-MAT」、車両として「MITSUBISHI CHU-MAT」の名称で実装されている。